# Estação Ferroviária de Oiã
A Estação Ferroviária de Oiã (nome anteriormente grafado como "Oyã"), é uma gare da Linha do Norte, que serve a freguesia de Oiã, no Distrito de Aveiro, em Portugal.

## Descrição

### Localização e acessos
Encontra-se junto à localidade de Oiã, com acesso pela Rua da Comissão de Melhoramentos.

### Caracterização física

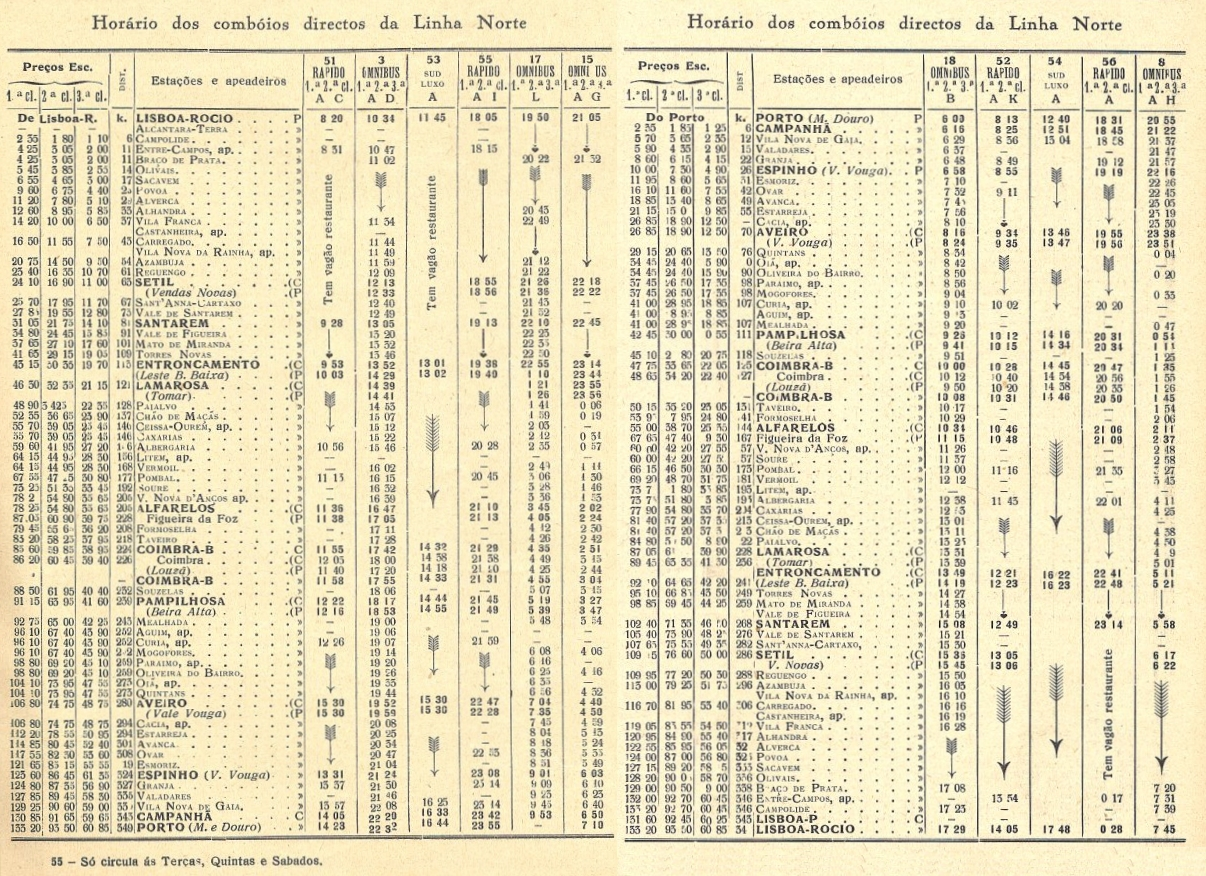
Horário de 1933 da Linha do Norte, onde Oiã surge com a categoria de apeadeiro.

O edifício de passageiros situa-se do lado nordeste da via (lado direito do sentido ascendente, para Campanhã). Em Janeiro de 2011, possuía duas vias de circulação, com 2503 e 2379 m de comprimento, e duas plataformas, com 190 e 191 m de extensão, tendo ambas 55 cm de altura.

## História
Esta interface faz parte do lanço entre Estarreja e Taveiro, que entrou ao serviço no dia 10 de Abril de 1864.
Em meados da década de 1930, a pedido do Conde de Águeda, foi construído um apeadeiro em Oiã. Porém, desde os princípios da década de 1950 que os habitantes da freguesia pediram a ampliação do apeadeiro para uma estação, uma vez que este estava a tornar-se de ser suficiente para o movimento de passageiros e mercadorias, devido à importância económica da freguesia como um centro agrícola, a sua grande população, e a sua posição como local de passagem para as estações de Oliveira do Bairro e Quintãns. Argumentaram igualmente que a instalação de uma estação em Oiã iria permitir uma redução nas despesas, uma vez que então as operações de carga e descarga de mercadorias faziam-se em Quintãs, que se situava a uma distância superior. Em 1 de Maio de 1954, a Gazeta dos Caminhos de Ferro noticiou que as obras da estação já se encontravam muito avançadas. Porém, a inauguração oficial só se teve lugar em 31 de Março de 1957, tendo a cerimónia incluído um banquete, vários discursos, e a celebração de uma missa, na qual se benzeram os edifícios da estação e o material circulante. Após a sua inauguração, a estação passou a contar com serviços completos de passageiros e mercadorias, com um edifício para passageiros e os serviços de grande velocidade, e um cais de pequena velocidade, com três linhas de resguardo e capacidade para fazer a carga e descarga de vagões completos. Este empreendimento, no valor aproximado de duzentos contos, foi feito pela Companhia dos Caminhos de Ferro Portugueses, com o apoio da população, que além de recursos financeiros também ajudou na execução dos trabalhos Por seu turno, a abertura dos acessos à estação foi financiada pelo Ministério das Obras Públicas e pela Direcção das Estradas de Aveiro.